# Hylorchilus
Hylorchilus is een geslacht van zangvogels uit de familie winterkoningen (Troglodytidae).

## Soorten
Het geslacht kent de volgende soorten:
- Hylorchilus navai – Navawinterkoning
- Hylorchilus sumichrasti – Dunsnavelwinterkoning